# GW170817

NGC 4993 и оптическое послесвечение гамма-всплеска GRB170817A (врезка), наблюдавшееся на Космическом телескопе Хаббла

GW170817 — первый зарегистрированный гравитационно-волновой всплеск, произошедший в результате слияния двух нейтронных звёзд. Зарегистрирован 17 августа 2017 года в 12:41:04,4 UTC всеми тремя лазерно-интерферометрическими гравитационно-волновыми детекторами детекторной сети LIGO-Virgo. Про обнаружение этого события было официально объявлено 16 октября 2017 года в совместном пресс-релизе коллабораций LIGO Scientific Collaboration и Virgo Collaboration; одновременно вышла совместная статья коллабораций в Physical Review Letters.

## История

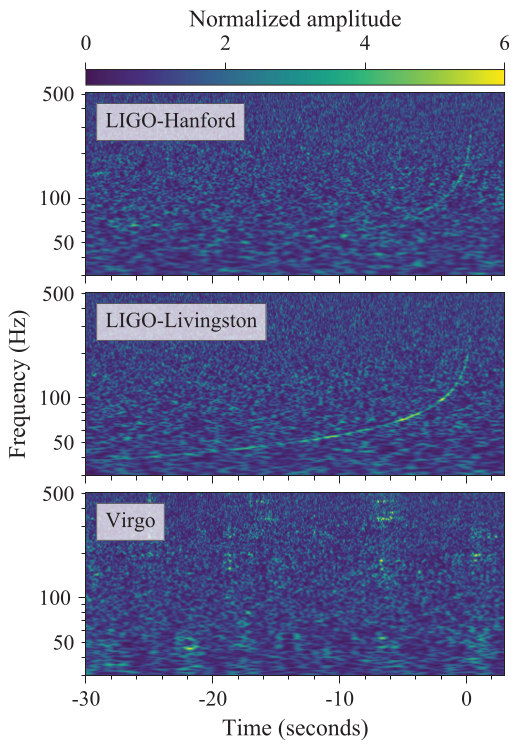
Гравитационно-волновой сигнал GW170817

С вводом в строй 1 августа 2017 года обсерватории Virgo, расположенной вблизи итальянского города Пиза, количество гравитационных детекторов достигло трёх, и появилась возможность установить координаты гравитационного сигнала более точно. 14 августа впервые в истории все три детектора зафиксировали гравитационный сигнал от слияния чёрных дыр, получивший обозначение GW170814, источник которого был определён значительно точнее тех, что были ранее. Следующий сигнал, получивший позднее название GW170817, все три гравитационных детектора совместно зафиксировали 17 августа.

### Обнаружение сигнала
Сигнал имел продолжительность около 100 секунд (с момента, когда он достиг частоты 24 Гц, и до его окончания). Он был ассоциирован с независимо наблюдавшимся коротким гамма-всплеском GRB 170817A, который произошёл через 1,74 ± 0,05 с после максимума гравитационно-волнового всплеска (гамма-всплеск наблюдался космическими обсерваториями Fermi и INTEGRAL), а также с наблюдавшимся оптическим и рентгеновским послесвечением. Источник электромагнитного сигнала находился в галактике NGC 4993 (созвездие Гидры). Наблюдение сигнала GW170817 сразу тремя детекторами позволило определить направление на его источник; локализация источника определена внутри области на небесной сфере в телесном угле 28 квадратных градусов (с доверительной вероятностью 90 %). Источник гамма-всплеска находится внутри этой области.

### Поиск в электромагнитном диапазоне
Исходя из данных о задержке между моментами прихода сигнала на Fermi и INTEGRAL удалось значительно улучшить локализацию источника гамма-лучей. При этом выяснилось, что время и область гамма-всплеска совпадают с направлением на источник гравитационных волн, полученных коллаборацией LIGO/Virgo. Дальнейший поиск и анализ информации от других детекторов позволили локализовать область пришедших гравитационных волн и далее, получив эту информацию, телескопы по всей Земле настроились на поиск следов слияния в различных диапазонах электромагнитных волн.
LIGO/Virgo на основании данных гравитационно-волнового всплеска определили не только факт слияния двух нейтронных звёзд, что должно привести к сигналу в оптическом диапазоне, но и приблизительное расстояние до самой системы. Используя это и оценки координат источника, астрономы начали поиски его оптических проявлений с наступлением темноты в той области Земли, где находились обсерватории. Телескопы в Чили стали первыми, где спустя 10 часов после слияния стала видна область локализации всплеска, но при этом независимо друг от друга оптический компонент открыли 6 команд.

### Последующие наблюдения
Поздне́е излучение удалось обнаружить в других диапазонах. Так, через 12,8 часа обсерваторией Джемини был обнаружен отклик в ближнем инфракрасном диапазоне. В ультрафиолетовом диапазоне сигнал был обнаружен космическими телескопами Swift и «Хаббл». Также к наблюдениям подключились телескопы Pan-STARRS, Magellan и Subaru. В итоге на протяжении нескольких недель проводился почти непрерывный мониторинг источника. 
Рентгеновский компонент был обнаружен лишь на 9-й день наблюдений телескопом «Чандра». Также довольно долго астрономы не могли обнаружить отклик в радиодиапазоне. Исследователи связывают задержку с ориентацией направленного выброса вещества: выброс был направлен в другую сторону и эффекты, связанные с разлетающейся оболочкой, проявились гораздо позже. Предпринимались попытки обнаружить связанные со слиянием нейтронных звёзд нейтрино, однако они не увенчались успехом.

## Астрономическое происхождение
Из анализа сигнала получена информация о параметрах источника. Общая масса системы составляет от 2,7 до 3,3 массы Солнца (M⊙), более 0,025 M⊙ при слиянии превратилось в энергию гравитационных волн. Расстояние до источника составляет 40+8
−14 мегапарсек (130 млн световых лет). В результате слияния образовалась либо чёрная дыра, либо нейтронная звезда.

## Научные результаты
Благодаря практически одновременному наблюдению гравитационно-волнового и электромагнитного сигнала впервые установлены прямые ограничения на отклонение скорости гравитационных волн от скорости света. Если такое отклонение существует, оно лежит в пределах от −3×10−15 до +0,7×10−15, то есть совместимо с нулём в пределах погрешности. Были также уточнены ограничения на нарушение лоренц-инвариантности и с использованием эффекта Шапиро проверен принцип эквивалентности. Была подтверждена модель слияния нейтронных звёзд как источника коротких гамма-всплесков.
В результате слияния нейтронных звёзд в космос были выброшены атомы тяжёлых элементов — золота, урана, платины и других. Астрономы полагают, что такие события — это главный источник этих элементов во Вселенной. На Земле в течение нескольких дней регистрировалось излучение от источника в различных диапазонах, и полученные данные совпали с теоретическими предсказаниями для подобного слияния.
Были получены более точные ограничения на максимально возможную массу невращающейся нейтронной звезды.
Также была получена оценка размерности пространства-времени нашей Вселенной {\displaystyle 4\pm 0,1} и оценка нижней границы времени жизни гравитона — {\displaystyle 4,5*10^{8}} лет.